# دان كيلي (لاعب كرة قدم)
دان كيلي (بالإنجليزية: Dan Kelly)‏ (25 يونيو 1904 في المملكة المتحدة - 1 أغسطس 1941 بغلاسكو في المملكة المتحدة) هو لاعب كرة قدم بريطاني (وحمل سابقاً جنسية المملكة المتحدة لبريطانيا العظمى وأيرلندا) في مركز الهجوم. لعب مع ديربي كاونتي ونادي توركي يونايتد ونادي دوندالك ونادي دونكاستر روفرز ونادي ليتون أورينت ونادي يورك سيتي وهاميلتون أكاديميكال وBlantyre Victoria F.C. ‏.